# Real Virtuality
Real Virtualityは、Bohemia Interactive Studio (BIS) 社が開発したゲームエンジンである。

## 概要
当初はPoseidonと呼ばれており、現在でも内部的なコードネームとして時々そう呼ばれるという。1997年に作られたPoseidonのエンジンデモ、「Dawn of Flashpoint」は現在でも公開されている。
グラフィック・物理学・スクリプティング・ユーザインタフェースなどを担うゲームエンジンであり、Bohemia Interactive Studio社が開発した作品の殆どに採用されている。大きく分けて三つの世代がある。

### Real Virtuality 1
DirectX 7に最適化されている。内蔵スクリプティング言語のコマンド数は350程度である。
採用作品
- Operation Flashpoint: Cold War Crisis （2001年）
  - Operation Flashpoint: Resistance （2002年）
  - ArmA: Cold War Assault （2011年）
- VBS1 （2002年）

### Real Virtuality 2
DirectX 9.0c (Shader Model 2.0) に最適化され、HDRレンダリングに対応した。また、リアルタイムデータストリーミングやサテライトテクスチャに対応している。新たに400程度のスクリプティングコマンドが追加された。
採用作品
- Operation Flashpoint: Elite （2005年）
- ArmA: Armed Assault （2006年）
- VBS2 （2007年）

### Real Virtuality 3
Micro AI機能の追加に伴い、マルチコアCPUに対応する。また、動的会話システムが内蔵される。DirectX 9.0c (Shader Model 3.0) に最適化され、視差マッピングや半球ライティングに対応する。スクリプティングコマンドも新たに複数が追加される。
採用作品
- ARMA 2 （2009年）
- ARMA 2: Operation Arrowhead （2010年）
- Take On Helicopter（2011年）
- Iron Front: Liberation 1944 (2012年)

- VBS2 v2.0 （2012年）

- DayZ (ゲーム)（2013年）

### Real Virtuality 4
採用作品
- ARMA 3 （2013年）